# Plesiophysa
Plesiophysa é um gênero de traça pertencente à família Arctiidae.